# Preludio op. 11 n. 4 (Skrjabin)
Il Preludio op. 11, n. 4 in mi minore di Aleksandr Nikolaevič Skrjabin, composto a Mosca nel 1888, fu il primo dei 24 preludi, op. 11 scritto da Skrjabin.

## Storia
Inteso originariamente come una ballata, il pezzo fu rielaborato nella sua forma attuale e intitolato Preludio. Nonostante il fatto che entrambe le mani abbiano bellissime melodie annotate con tenuti nelle battute 1–3–9–11 e la voce di contralto nella battuta 16, quella per la mano sinistra sembra prendere il merito come la più bella tra le due. Gi accordi di decima arpeggiati nelle battute 20–23 portano alla nota di testa dell'accordo che termina in battere.

## Analisi strutturale
La forma strutturale di questa composizione è A (battute 1–8), A ripetuta (9–14), Bridge (15–19) e Coda (20–24), con la seconda frase che ripete la prima una quarta inferiore. È lungo 24 battute con una segnatura di tempo Lento e richiede circa due minuti per essere suonato.